# Hertog van Leuchtenberg

Wapen van Eugène de Beauharnais als hertog van Leuchtenberg

Hertog van Leuchtenberg was een titel die twee keer door de vorsten van Beieren werd gecreëerd voor hun familieleden.
De eerste titel werd toegekend door Maximiliaan I, keurvorst van Beieren aan zijn zoon Maximiliaan Philipp Hieronymus. Toen deze zonder nakomelingen overleed, verviel het land aan zijn neef keurvorst Maximiliaan II. De titel werd op 14 november 1817 opnieuw in het leven geroepen door Maximiliaan I Joseph, koning van Beieren. Hij kende deze toe aan zijn schoonzoon, Eugène de Beauharnais.  Eugène was de geadopteerde stiefzoon van de inmiddels verdreven  keizer Napoleon I van Frankrijk.  Eugène had eerder de titel van Franse prins ( Prince français ) met de aanspreektitel Keizerlijke Hoogheid .  Hij was ook de erfgenaam van de keizer geweest in Frankfurt en Italië .  